# Cửa Ông
Cửa Ông là một phường thuộc tỉnh Quảng Ninh, Việt Nam.
Phường Cửa Ông (Sau sáp nhập 1/7/2025) có 55 khu phố, diện tích tự nhiên 41,07 km2 và quy mô dân số 66.504 người. Phường Cửa Ông được thành lập trên cơ sở sáp nhập từ phường phường Cẩm Sơn, Cẩm Phú, Cẩm Thịnh và Cửa Ông.
Sau khi thành lập, trụ sở làm việc của khối Đảng, đoàn thể đặt tại Trụ sở Đảng uỷ, HĐND, UBND phường Cẩm Thịnh; khối Chính quyền đặt tại Trụ sở Đảng ủy, HĐND và UBND phường Cẩm Sơn hiện tại.